# خوان ألفاريز (لاعب كرة قدم مكسيكي)
خوان ألفاريز (بالإسبانية: Juan Manuel Álvarez Álvarez) هو لاعب كرة قدم مكسيكي في مركز الدفاع، ولد في 12 أبريل 1948 في مدينة مكسيكو في المكسيك. شارك مع منتخب المكسيك لكرة القدم. أما مع النوادي، فقد لعب مع نادي تيكوس ونادي نيكاكسا.

## وصلات خارجية
- خوان ألفاريز (لاعب كرة قدم مكسيكي) على موقع الاتحاد الدولي (مؤرشف)  (الإنجليزية)
- خوان ألفاريز (لاعب كرة قدم مكسيكي) على موقع قاعدة بيانات كرة القدم.إي يو (الإنجليزية)
- خوان ألفاريز (لاعب كرة قدم مكسيكي) على موقع ناشيونال فوتبول تيمز (الإنجليزية)
- خوان ألفاريز (لاعب كرة قدم مكسيكي) على موقع Soccerway.com (الإنجليزية)
- خوان ألفاريز (لاعب كرة قدم مكسيكي) على موقع عالم كرة القدم.نت (الإنجليزية)
- خوان ألفاريز (لاعب كرة قدم مكسيكي) على موقع اللجنة الأولمبية الدولية (الإنجليزية)
- خوان ألفاريز (لاعب كرة قدم مكسيكي) على موقع أوليمبيديا (الإنجليزية)